# 马来人种
馬來人種，是一個將大部份生活在馬來群島、台灣、馬達加斯加、波利尼西亞上的族群劃分為單一種族的分類概念，最早由德國學者约翰·弗里德里希·布卢门巴赫（Johann Friedrich Blumenbach）於18世紀提出，被認為是棕色人種一支。在19世紀末和20世紀初常被用作指代南島民族。
馬來人種是一個過時的學說，沒有現代遺傳學根據。根據現代分子人類學(遺傳學)，馬來人不是純正的南島人群後裔(以台灣原住民為代表)，而是由南島人與不同的人群混血後形成的。

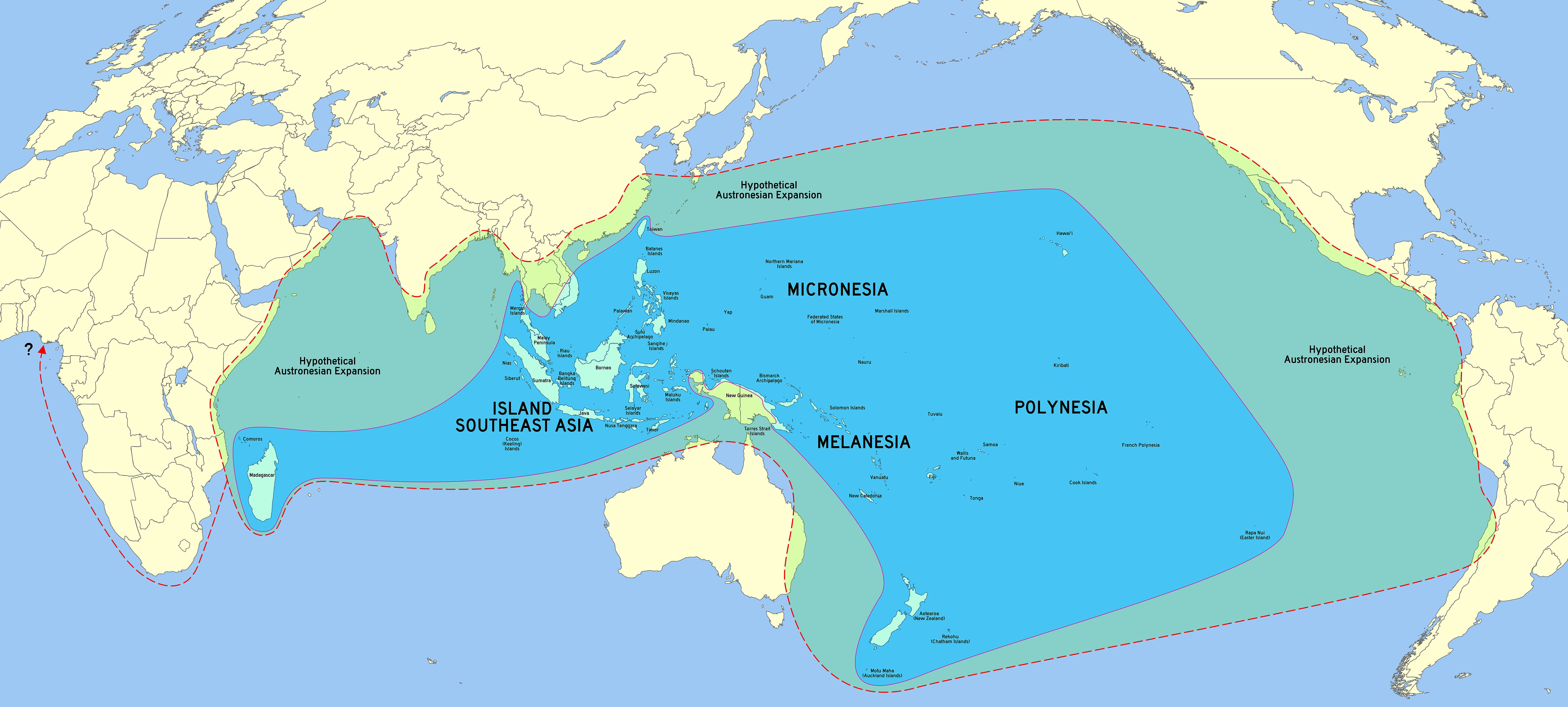
歷史上被認為是南島民族的居住地區

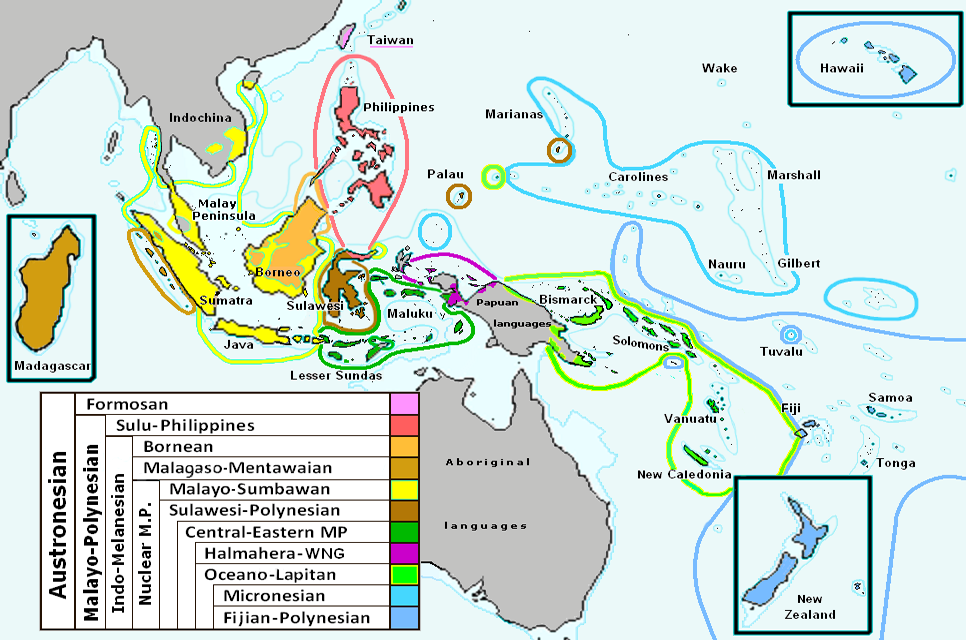
臺灣原住民與廣泛分布的南島民族關係密切

## 歷史上對馬來人種的研究
1775 ，布卢门巴赫在他的博士論文概述了四個主要的人類膚色種族，即高加索人（白），衣索比亞（黑色），美洲原住民（紅色），蒙古（黃色）。到1795年，布卢門巴赫添加另一人種稱為馬來人種，他認為這是衣索比亞人種和蒙古人種的子類別。馬來人種膚色橄欖色，頭髮黑色柔軟捲曲，額頭偏高且微涨，眉骨高耸，眉眼距离近，多为深眼窝类型，双眼皮为主。

## 臺灣原住民
中華民國行政院原住民族委員會在介紹臺灣原住民與世界南島語系民族的關係時即表明「台灣原住民族屬於南島語系，在人種上屬馬來人，台灣是南島語族分佈的最北端。」臺灣原住民血液成分亦與東南亞的菲律賓和印尼等地住民較相近。